# کلاگرمحله
کلاگرمحله روستایی از توابع دهستان شهیدآباد بخش بندپی غربی شهرستان بابل در استان مازندران ایران است.

## جمعیت
روستا کلاگرمحله در دهستان شهیدآباد قرار دارد و براساس سرشماری مرکز آمار ایران در سال ۱۳۸۵، جمعیت آن ۴۷۶ نفر (۱۱۹خانوار) بوده‌است.